# Baybay
Baybay is een stad in de Filipijnse provincie Leyte op het eiland Leyte. Bij de laatste census in 2007 had de stad bijna 103 duizend inwoners.

## Geschiedenis
Op 15 maart 2007 werd de wet aangenomen die de gemeente Baybay in een stad omvormde. Op 16 juni 2007 werd dit middels een volksraadpleging bekrachtigd. Deze omvorming tot stad werd twee jaar later, door een beslissing van het Filipijns hooggerechtshof op 21 mei 2009, als ongrondwettelijk bestempeld en weer ongedaan gemaakt. Eind 2009 kwam het hooggerechtshof echter weer terug op deze beslissing naar aanleiding van het ingediende bewaarschrift.

## Geografie

### Bestuurlijke indeling
Baybay is onderverdeeld in de volgende 92 barangays:
| - Altavista - Ambacan - Amguhan - Ampihanon - Balao - Banahao - Biasong - Bidlinan - Bitanhuan - Bubon - Buenavista - Bunga - Butigan - Candadam - Caridad - Ciabo - Cogon - Ga-as - Gabas - Gakat - Guadalupe - Gubang - Hibunawan | - Higuloan - Hilapnitan - Hipusngo - Igang - Imelda - Jaena - Kabalasan - Kabatuan - Kabungaan - Kagumay - Kambonggan - Kan-ipa - Kansungka - Kantagnos - Kilim - Lintaon - Maganhan - Mahayahay - Mailhi - Maitum - Makinhas - Mapgap - Marcos | - Maslug - Matam-is - Maybog - Maypatag - Monte Verde - Monterico - Palhi - Pangasungan - Pansagan - Patag - Plaridel - Poblacion Zone 1 - Poblacion Zone 2 - Poblacion Zone 3 - Poblacion Zone 4 - Poblacion Zone 5 - Poblacion Zone 6 - Poblacion Zone 7 - Poblacion Zone 8 - Poblacion Zone 9 - Poblacion Zone 10 - Poblacion Zone 11 - Poblacion Zone 12 | - Poblacion Zone 13 - Poblacion Zone 14 - Poblacion Zone 15 - Poblacion Zone 16 - Poblacion Zone 17 - Poblacion Zone 18 - Poblacion Zone 19 - Poblacion Zone 20 - Poblacion Zone 21 - Poblacion Zone 22 - Poblacion Zone 23 - Pomponan - Punta - Sabang - San Agustin - San Isidro - San Juan - Santa Cruz - Santo Rosario - Sapa - Villa Mag-aso - Villa Solidaridad - Zacarito |

## Demografie
Baybay had bij de census van 2007 een inwoneraantal van 102.526 mensen. Dit zijn 6.896 mensen (7,2%) meer dan bij de vorige census van 2000. De gemiddelde jaarlijkse groei komt daarmee uit op 0,97%, hetgeen lager is dan het landelijk jaarlijks gemiddelde over deze periode (2,04%). Vergeleken met de census van 1995 is het aantal mensen met 16.347 (19,0%) toegenomen.

De bevolkingsdichtheid van Baybay was ten tijde van de laatste census, met 102.526 inwoners op 460,5 km², 222,6 mensen per km².
Abuyog · Alangalang · Albuera · Babatngon · Barugo · Bato · Baybay · Burauen · Calubian · Capoocan · Carigara · Dagami · Dulag · Hilongos · Hindang · Inopacan · Isabel · Jaro · Javier · Julita · Kananga · La Paz · Leyte · MacArthur · Mahaplag · Matag-ob · Matalom · Mayorga · Merida · Ormoc · Palo · Palompon · Pastrana · San Isidro · San Miguel · Santa Fe · Tabango · Tabontabon · Tacloban · Tanauan · Tolosa · Tunga · Villaba